# Rolf Sagen
Rolf Sagen (* 21. Dezember 1940 in Vadheim; † 6. April 2017) war ein norwegischer Schriftsteller. Er war Gründer und Kurator der Skrivekunstakademiet i Hordaland.
Er verfasste Romane, Novellen, Kurzgeschichten, Skripte und Kinderbücher. Er debütierte mit der Gedichtsammlung Dørklinker, die 1968 den Tarjei-Vesaas-Debütantenpreis gewann. 1976 gewann er den norwegischen Kritikerpreis für die Novelle Mørkets gjerninger.

## Leben
Sagen war der Sohn von Hermod Sagen und Ingeborg Susanne, geborene Engeseth. Er war zweimal verheiratet: zunächst von 1968 bis 1981 mit Oddveig Ringerud und seit Mai 1990 mit Kari Kronstad.
Sagen wurde in Vadheim in Høyanger geboren, wuchs in Sykkylven auf und zog später nach Bergen. Er studierte Psychologie an der Universität Oslo, beschrieb die psychologischen Folgen des sozialen Systems und arbeitete von 1972 bis 1974 als Psychologe in einer Klinik im Kreis Hordaland. Dort gründete er die „Skrivekunstakademiet“, deren Leiter er in den Jahren 1985 bis 1993 war. Bereits im Jahr 1968 brachte er seine erste Gedichtsammlung heraus. Er verfasste zahlreiche Romane, Sach- und Kinderbücher. Er ließ sich von den Werken Franz Kafkas und Samuel Becketts inspirieren, was sich beispielsweise in seinem Roman Lyden av vatn widerspiegelt.
Sagen starb im April 2017 an den Folgen einer jahrelangen Parkinson-Erkrankung.

## Bibliografie
- Dørklinker (1966)
- Kvengedal (1970)
- Mørkets ugjerninger (1976)
- Mercedesryttaren (1988)
- Reisa til Leit (1989)
- Lyden av vatn (1990)
- Sauenes liv (1994)
- Den gongen eg var elvefiskar (1995)
- Kjærasten min og andre dikt for store og små (1996)
- Bergfri og Kakaoen leitar etter morfar (1997)
- Bergfri og epleslangen (1998)
- Bergfri og kattungen (1999)
- Sørgedans (2000)
- Hundre bønder (2001)
- Reisa til D. (2002)
- Steinar Foten og vekkarmannen (2002)
- Skog (2004)

## Preise
- Tarjei-Vesaas-Debütantenpreis, 1968, für Dørklinker
- Norwegischer Kritikerpreis, 1976, für Mørkets gjerninger
- Samlagsprisen, 2003